# Folsomides teno
Folsomides teno är en urinsektsart som beskrevs av Fjellberg 1993. Folsomides teno ingår i släktet Folsomides och familjen Isotomidae. Inga underarter finns listade i Catalogue of Life.